# DownloadStudio
DownloadStudio — условно-бесплатный менеджер закачек и ускоритель загрузок для Microsoft Windows с закрытым исходным кодом, разработанный «Conceiva Pty Ltd.».

## Возможности
Как и все другие программы подобного рода DownloadStudio предназначена для загрузки файлов из Интернета или локальной сети с максимальной скоростью.
- Поддержка HTTP, HTTPS, FTP, MMS и RTSP.
- Возобновление загрузки файла с последнего места его разрыва (докачка).
- Возможность приостанавливать и возобновлять загрузки.
- Планировщик задач (загрузка неограниченного количества файлов по расписанию в разное время суток).
- Многофункциональная настройка и работа с прокси.
- Возможность закачки видео с видеосервисов YouTube и Google Video.
- Собственный встроенный браузер для навигации по Интернету из программы.
- Интеграция в популярные обозреватели Интернета (Internet Explorer, Opera, Netscape Navigator, Apple Safari, Flock, Google Chrome, Mozilla Firefox, Maxthon, Avant Browser и другие).
- Возможность загрузки файлов с файлообменных сервисов RapidShare и Megaupload.
- Органайзер.
- Имеет встроенный просмотрщик и распаковщик ZIP-архивов.
- Поддержка FlashGot.
- Гибкая настройка автовыключения компьютера.
- Мониторинг буфера обмена и Sniffer для URL ссылок.
- Скачивание страниц, а также целых сайтов из Интернета или FTP для их последующего просмотра в офлайн.
- Установка приоритета для каждой закачки.
- Создание правил.
- Одновременная загрузка файлов в несколько потоков.
- Скачивание RSS и Flash Video (FLV формат).
- Поддержка потокового аудио и видео (WMV, WMA, WVX, WAX, ASF, ASX).
- Поддержка плагинов.